# Монтагрие
Монтагрие́ (фр. Montagrier) — коммуна во Франции, находится в регионе Аквитания. Департамент — Дордонь. Входит в состав кантона Брантом. Округ коммуны — Перигё.
Код INSEE коммуны — 24286.

## География

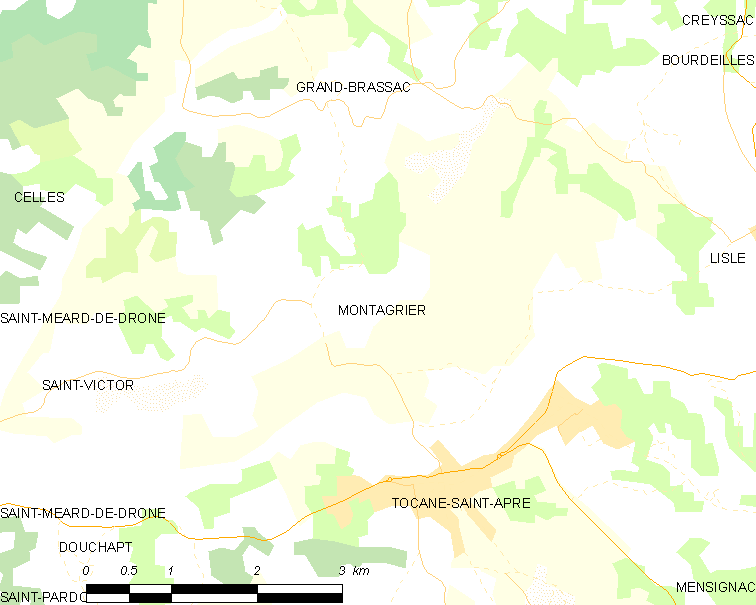
Карта коммуны

Коммуна расположена приблизительно в 430 км к югу от Парижа, в 100 км северо-восточнее Бордо, в 22 км к северо-западу от Перигё.
На юге коммуны протекает река Дрон.

### Климат
Климат умеренный океанический со средним уровнем осадков, которые выпадают преимущественно зимой. Лето здесь долгое и тёплое, однако также довольно влажное, здесь не бывает регулярных периодов летней засухи. Средняя температура января — 5 °C, июля — 18 °C. Изредка вследствие стечения неблагоприятных погодных условий может наблюдаться непродолжительная засуха или случаются поздние заморозки. Климат меняется очень часто, как в течение сезона, так и год от года.

## Население
Население коммуны на 2010 год составляло 503 человека.
| 1962 | 1968 | 1975 | 1982 | 1990 | 1999 | 2010 |
| ---- | ---- | ---- | ---- | ---- | ---- | ---- |
| 441  | 411  | 389  | 385  | 397  | 442  | 503  |

## Администрация
| Период | Период | Фамилия          | Партия        | Примечания               |
| ------ | ------ | ---------------- | ------------- | ------------------------ |
| 1947   | 1965   | Ален Моро        |               |                          |
| 1965   | 1971   | Жильбер Матьё    |               |                          |
| 1971   | 1993   | Жан-Пьер Даниэль |               |                          |
| 1993   | 2020   | Франсис Лафай    | Разные правые | руководитель предприятия |

## Экономика
В 2010 году среди 318 человек трудоспособного возраста (15-64 лет) 217 были экономически активными, 101 — неактивными (показатель активности — 68,2 %, в 1999 году было 71,1 %). Из 217 активных жителей работали 193 человека (110 мужчин и 83 женщины), безработных было 24 (12 мужчин и 12 женщин). Среди 101 неактивных 27 человек были учениками или студентами, 47 — пенсионерами, 27 были неактивными по другим причинам.

## Достопримечательности
- Церковь Св. Марии Магдалины (XI век). Исторический памятник с 1912 года[5]
- Часовня Св. Георгия
- Часовня Св. Сикария (XIX век)
- Замок Гуйас

## Города-побратимы
- Ланоре (Квебек, Канада, с 2007)

## Фотогалерея

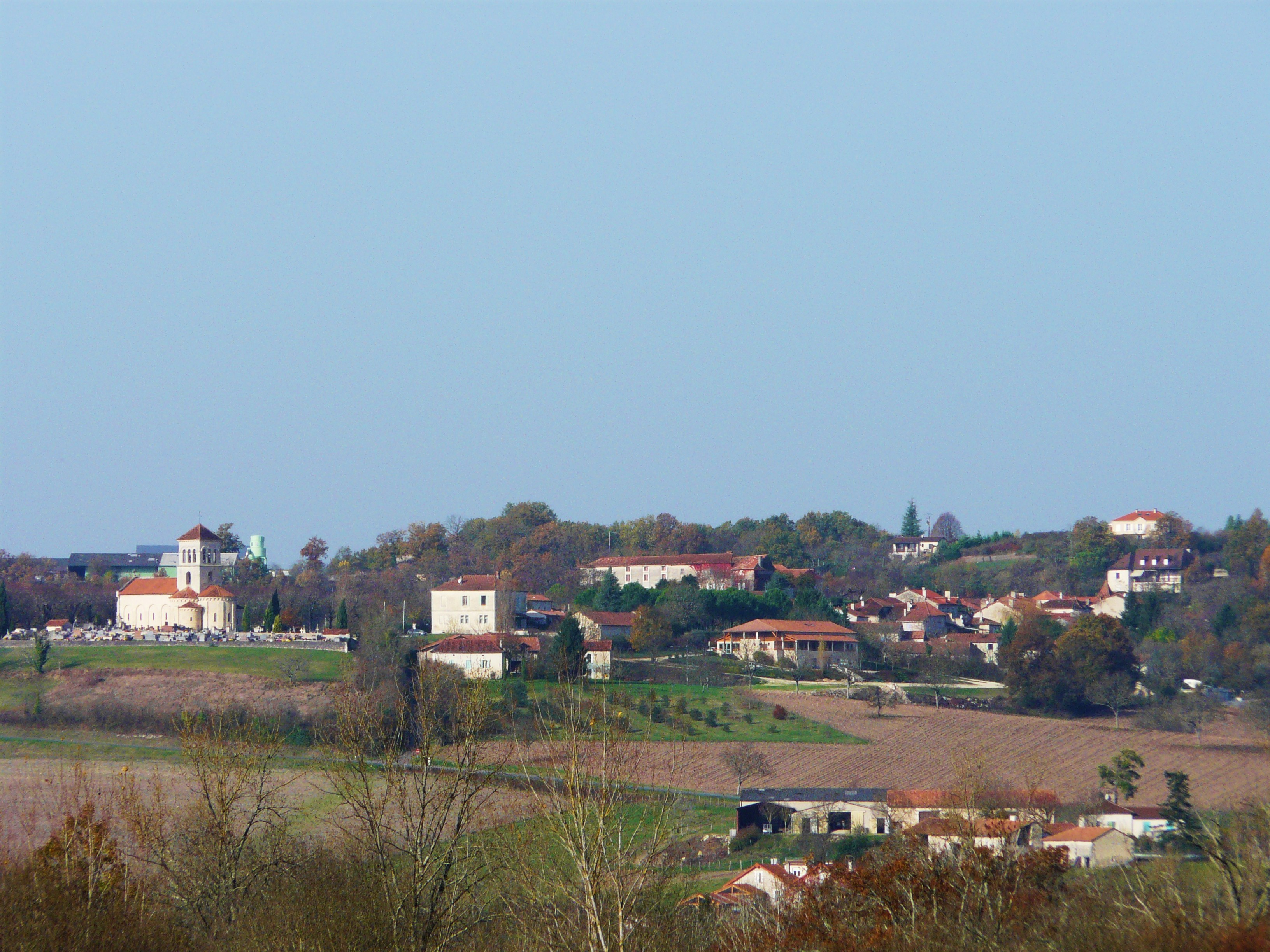
Монтагрие
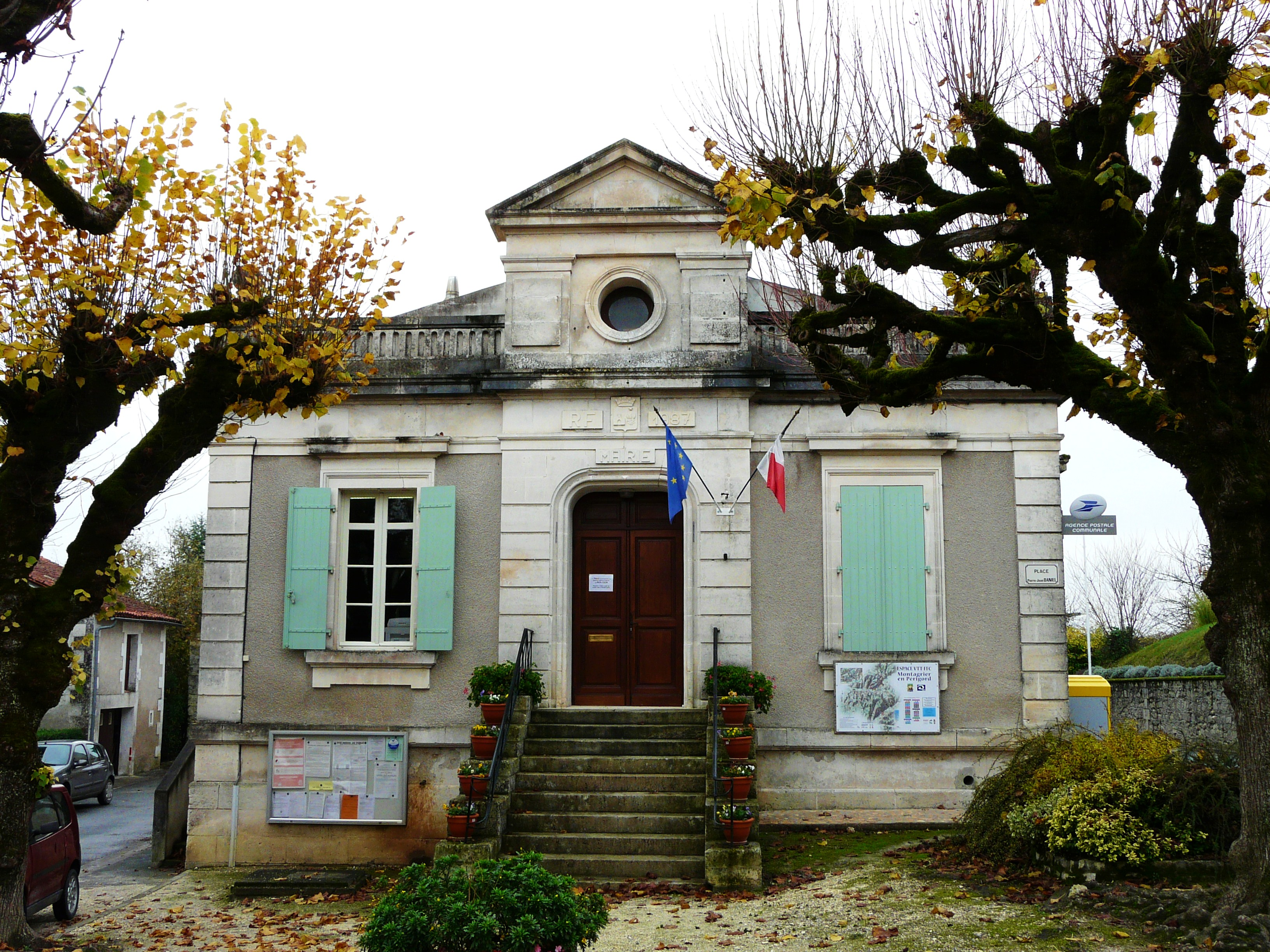
Мэрия
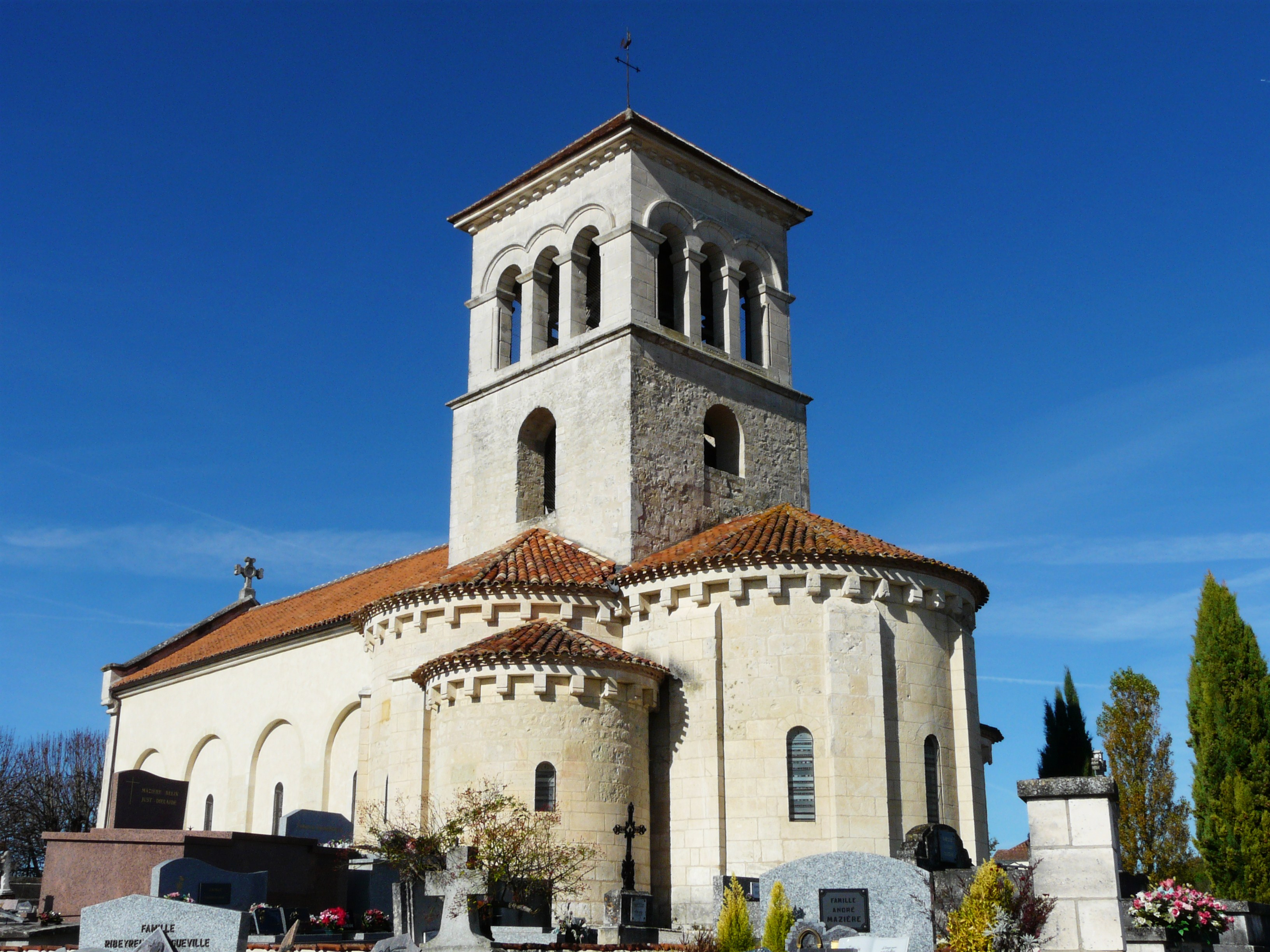
Церковь Св. Марии Магдалины
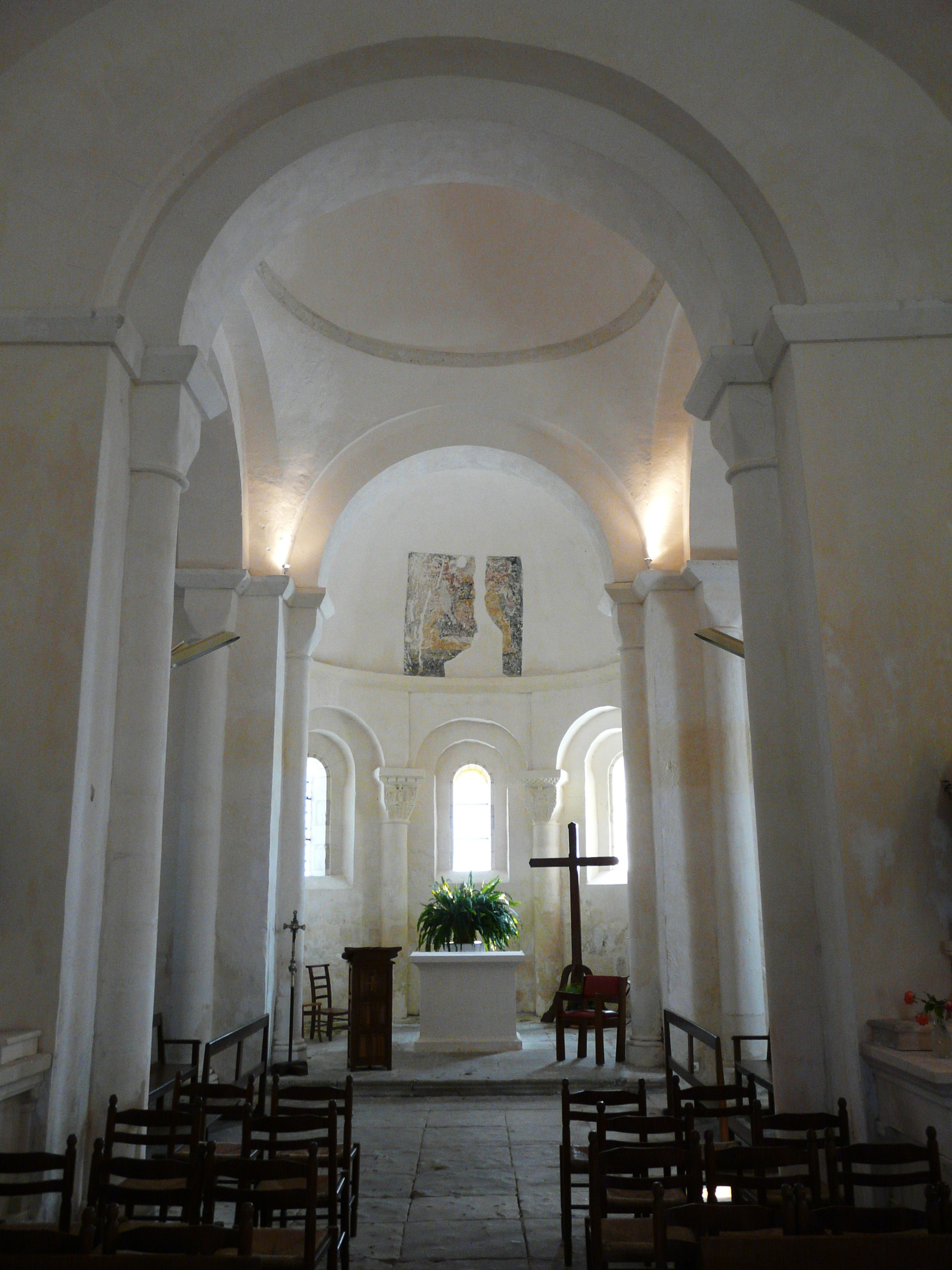
Интерьер церкви
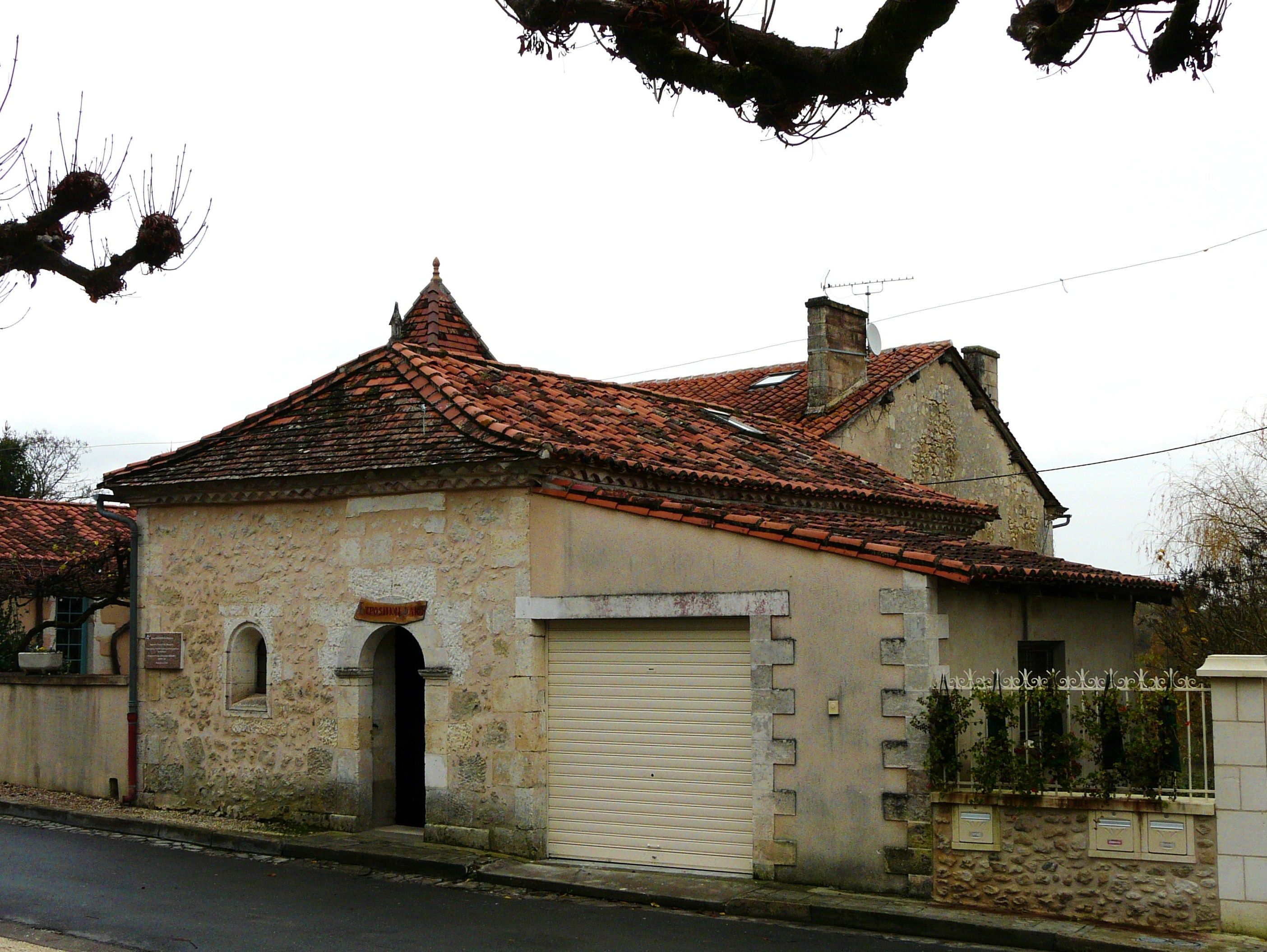
Часовня Св. Георгия
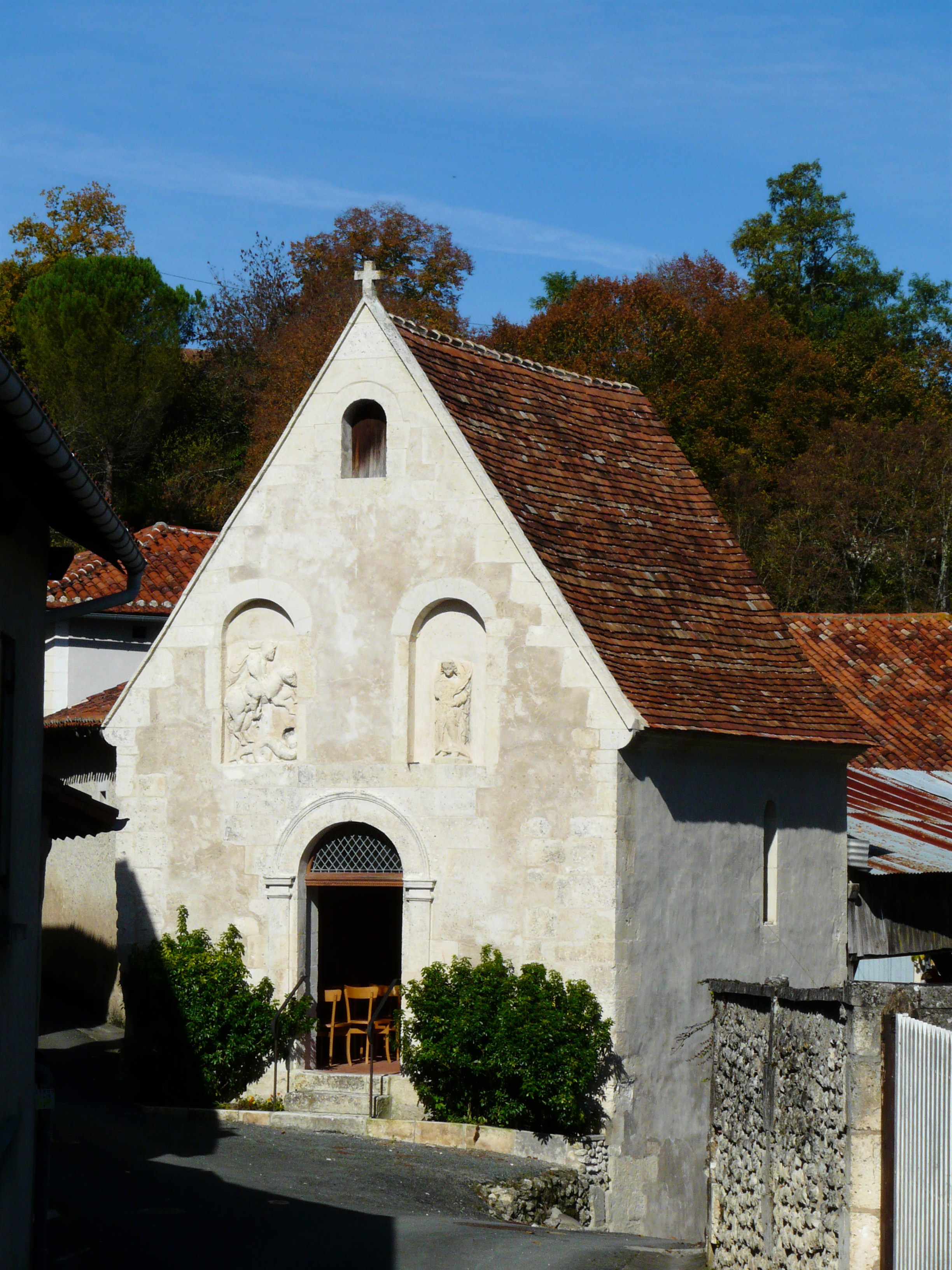
Часовня Св. Сикария
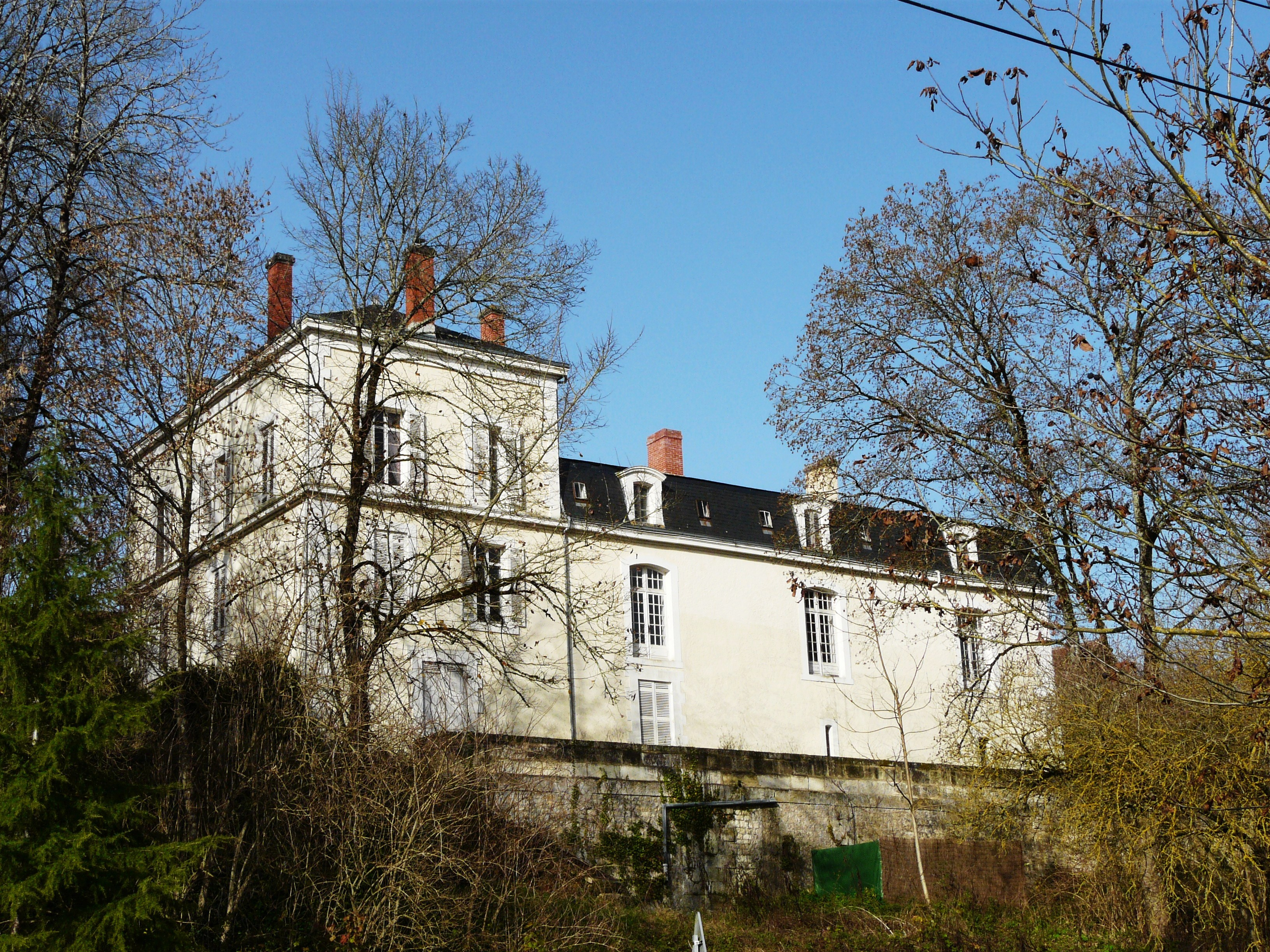
Замок Гуйас
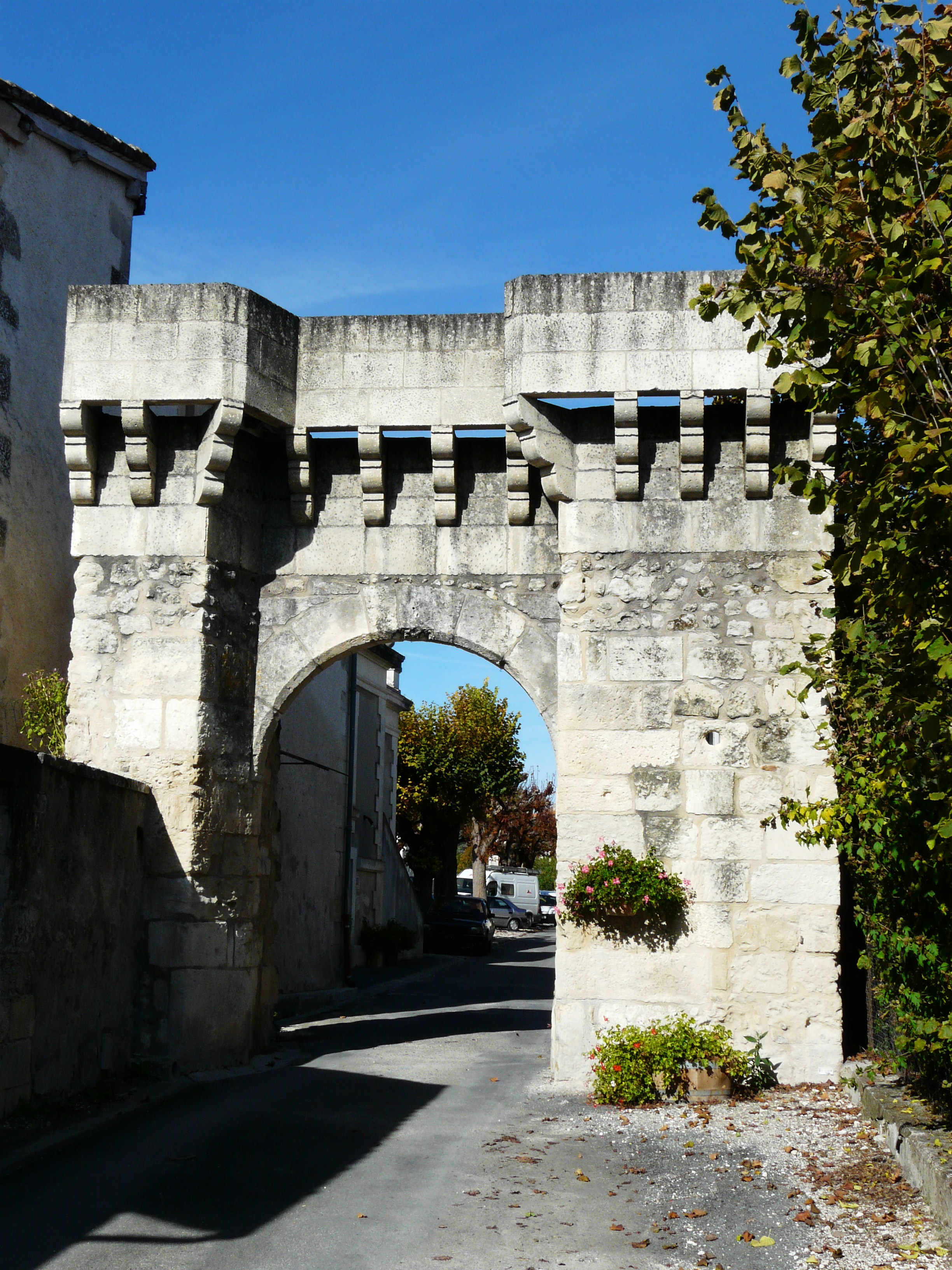
Городские ворота Виридель
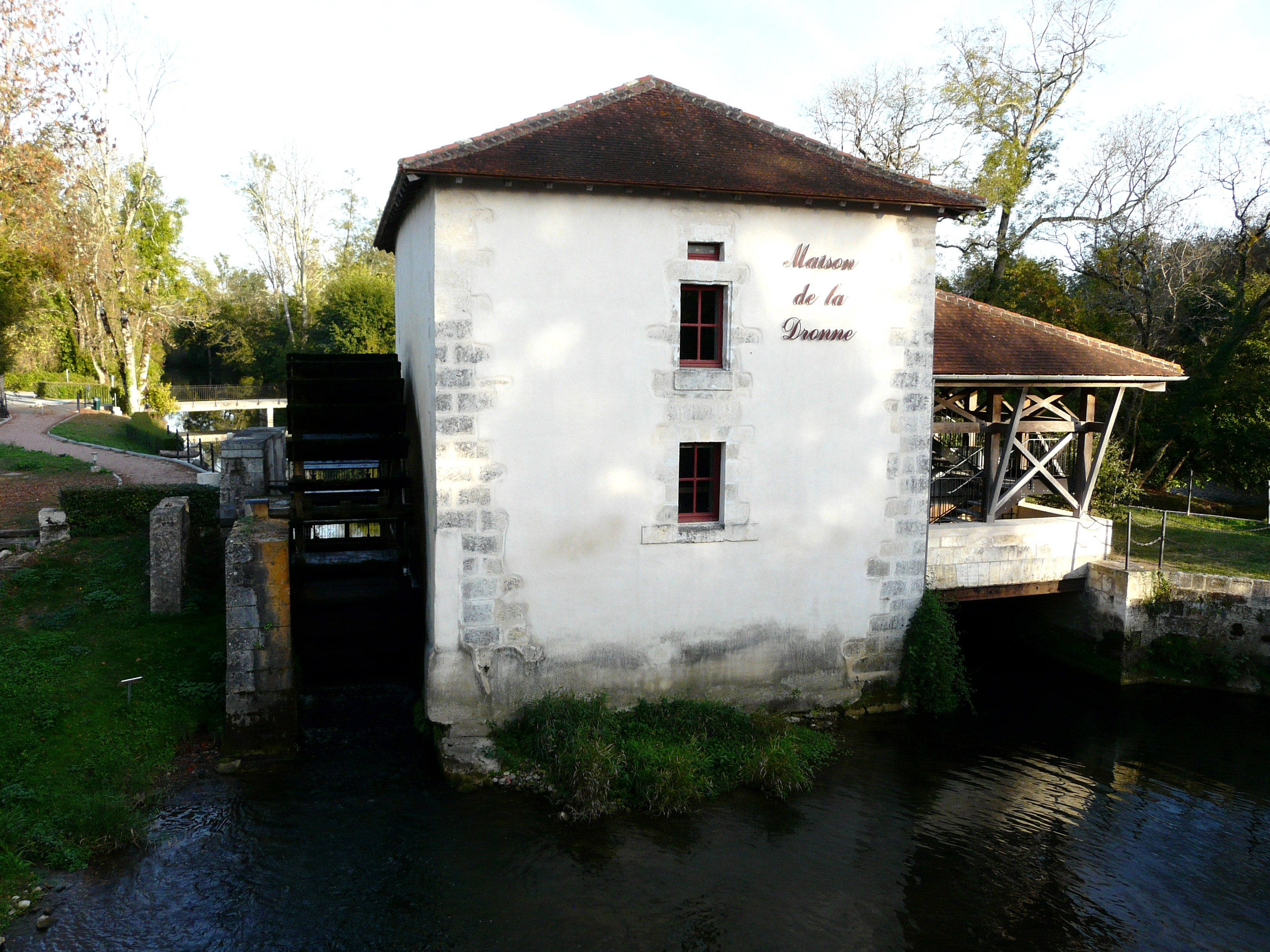
Водяная мельница
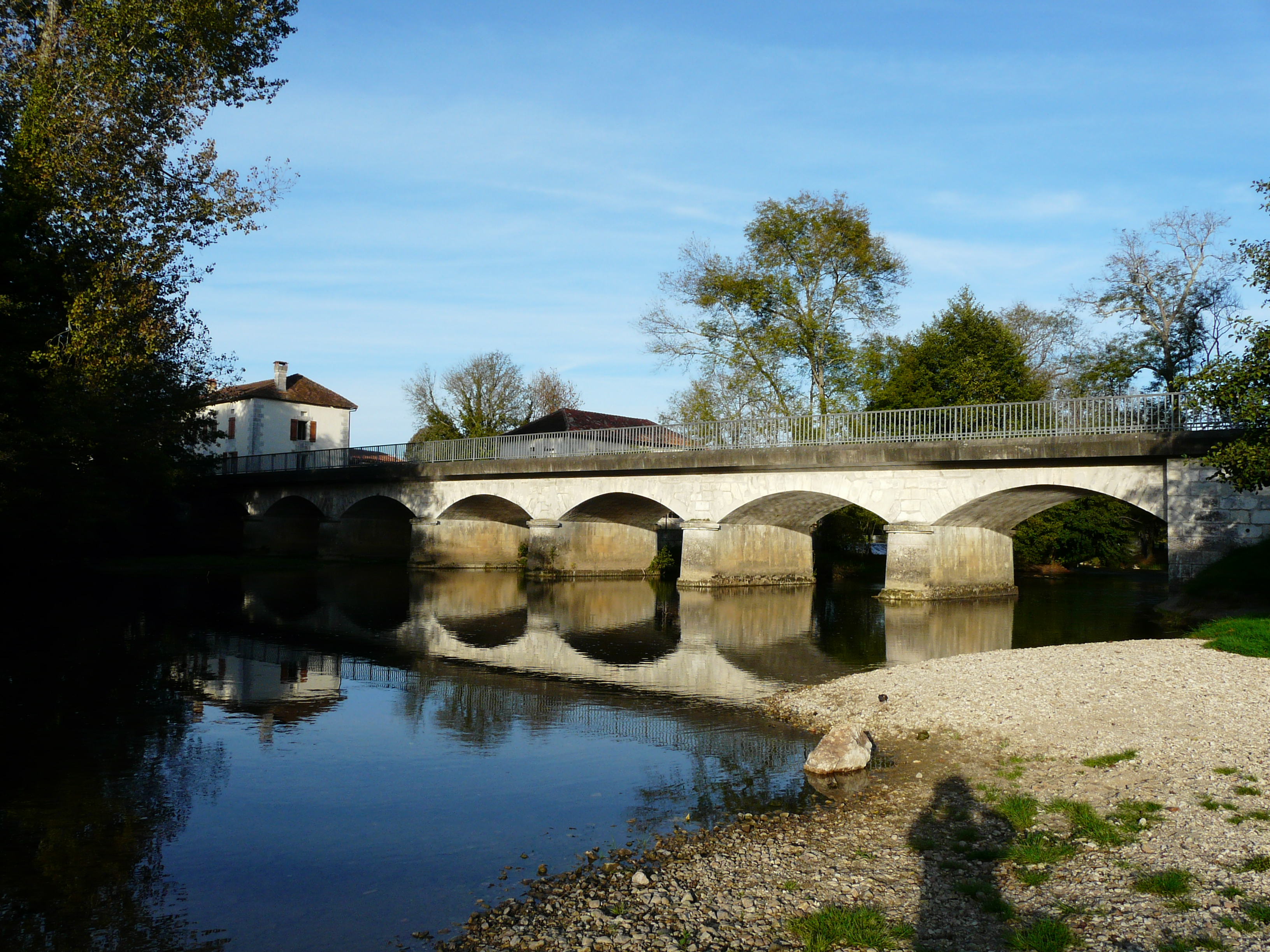
Мост через реку Дрон
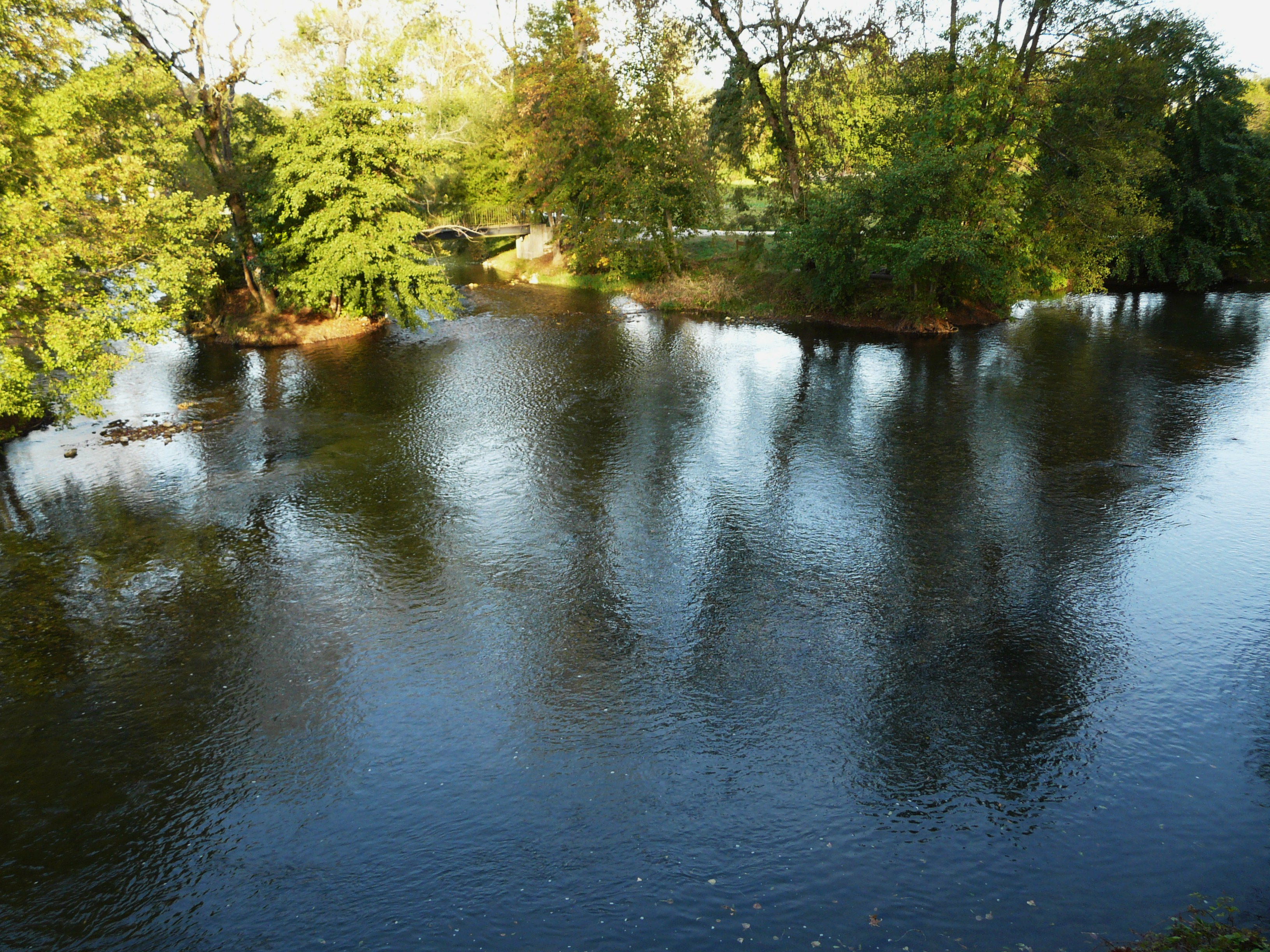
Река Дрон